# District Mehedinți
Mehedinți is een Roemeens district (județ) in de historische regio
Walachije, met als hoofdstad
Drobeta-Turnu Severin (118.734 inwoners).
De gangbare afkorting voor het district is MH.

## Demografie
In het jaar 2002 had Mehedinți 306.732 inwoners en een bevolkingsdichtheid van 62 inwoners per km².

### Bevolkingsgroepen
Meer dan 96% van de bevolking is Roemeen.
Minderheden in het district zijn de Roma's met 3% en de Serviërs met bijna 1% van de bevolking van Mehedinți.

## Geografie
Het district heeft een oppervlakte van 4933 km².

## Aangrenzende districten
- Dolj in het zuidoosten
- Gorj in het noordoosten
- Caraș-Severin in het noordwesten
- Servië in het zuidwesten
- Bulgarije in het zuiden

## Steden
- Dobreta-Turnu Severin
- Orșova
- Baia de Aramă
- Strehaia
- Vânju Mare

## Gemeenten
Zie de Lijst van gemeenten in Mehedinți